# Kasteel van Meerbeek (Melsbroek)

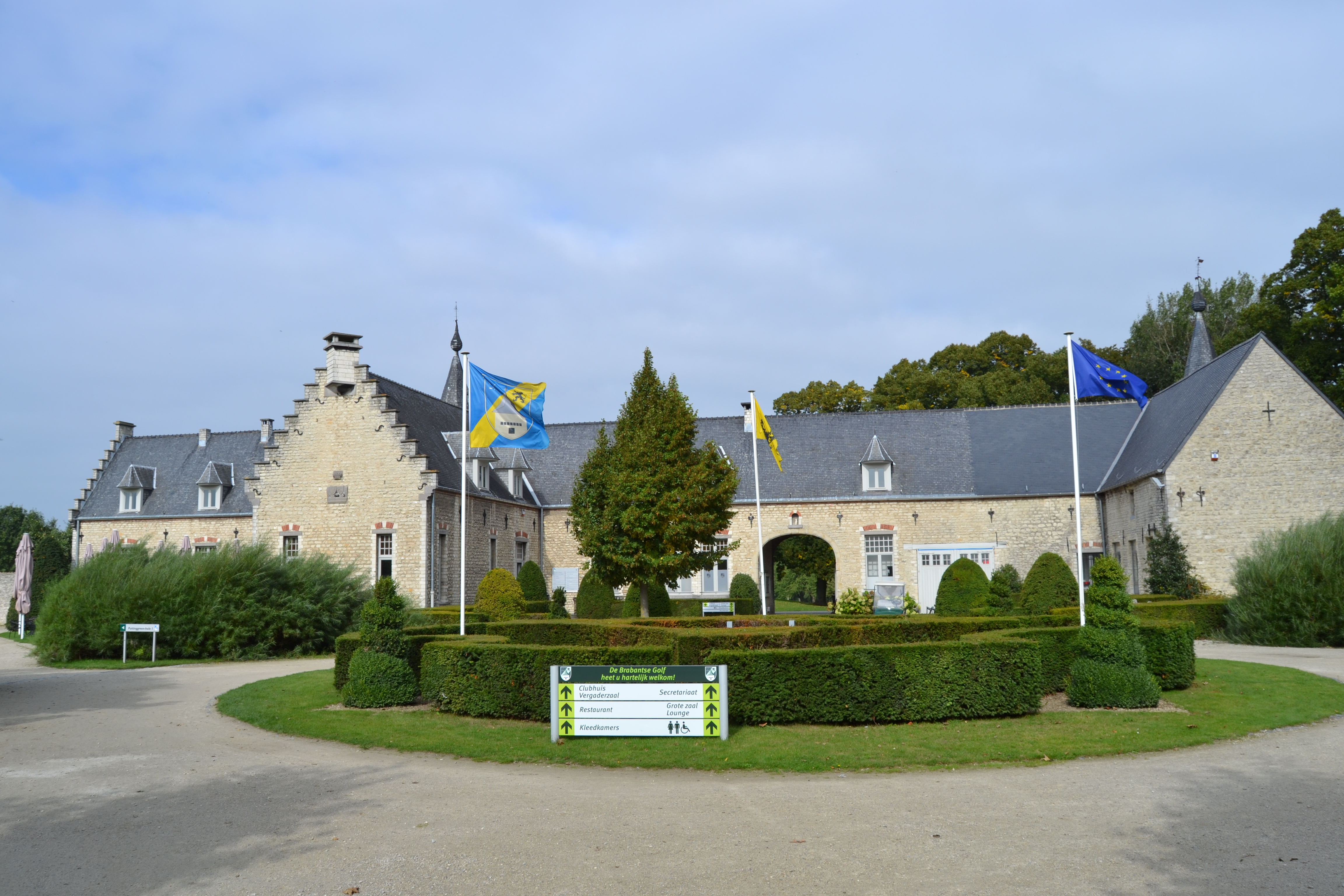
Kasteel van Meerbeek

Het Kasteel van Meerbeek is een kasteel in de tot de Vlaams-Brabantse gemeente Steenokkerzeel behorende plaats Melsbroek, gelegen aan Steenwagenstraat 11.

## Geschiedenis
In 1551 werd Pieter van Meerbeke de eigenaar van het Groot Hof, dat tegenover de dorpskerk was gelegen. Het kasteel van Meerbeek, ook Klein Hof genaamd, was van het Groot Hof afhankelijk.
Het goed, in 1718 als casteel bestempeld, werd in dat jaar voor het eerst afgebeeld. In 1767 werd een nieuw kasteel gebouwd met onder meer trapgevels. Omstreeks 1890 werd, in opdracht van Albert Snoy, een verbouwing doorgevoerd naar ontwerp van Adhémar Collès. Hierbij werden ook de neerhofgebouwen gewijzigd.
In 1944 werd het kasteel door de zich terugtrekkende Duitse bezetters in brand gestoken. Het kasteel werd door Guillaume Snoy niet meer herbouwd. Hij liet de neerhofgebouwen als woongedeelte inrichten waartoe de hoofdvleugel werd verlengd en het geheel de plattegrond van de letter F kreeg. Dit alles geschiedde in witte zandsteen. Een viertal hoektorens van het voormalige kasteel zijn nog aanwezig. Deze werden mogelijk in omstreeks 1500 gebouwd. De gevelsteen met de wapenspreuk Love and Faith is van het voormalig kasteel afkomstig.
In 1985 kwam ook een golfvereniging in het kasteel en in 1987 werd een deel van het kasteelpark omgevormd tot een golfterrein, dat zich ook over de nabijgelegen landbouwgronden uitstrekte.